# Aya Shimokozuru
Aya Shimokozuru (下小鶴 綾, Shimokozuru Aya), née le 7 juin 1982, est une joueuse internationale de football japonaise.

## Biographie
Le 18 avril 2004, elle fait ses débuts dans l'équipe nationale japonaise contre la Viêt Nam. Elle participe à la Jeux olympiques d'été 2004. Elle compte 28 sélections en équipe nationale du Japon de 2004 à 2008.

## Statistiques
Le tableau ci-dessous présente les statistiques de Aya Shimokozuru en équipe nationale
| Équipe du Japon | Équipe du Japon | Équipe du Japon |
| Année           | Matchs          | Buts            |
| --------------- | --------------- | --------------- |
| 2004            | 10              | 0               |
| 2005            | 5               | 0               |
| 2006            | 11              | 0               |
| 2007            | 1               | 0               |
| 2008            | 1               | 0               |
| Total           | 28              | 0               |

## Palmarès
- Troisième de la Coupe d'Asie 2008